# Sredozemski kamenjak
Sredozemski kamenjak (znanstveno ime Sympetrum meridionale) je predstavnik raznokrilih kačjih pastirjev iz družine ploščcev, razširjen na jugozahodnem delu Palearktike.

## Opis
Odrasli dosežejo 35 do 40 mm v dolžino, zadnji krili pa merita 22 do 28 mm. Samci so po vsem telesu bledo rdeče barve, z le drobnimi črnimi znamenji ali ozkimi črtami. Pterostigma je razmeroma velika in tudi bledo rdeče barve, noge pa so rumenkaste. Podoben je progasti kamenjak, ki pa ima še občutno bolj bledo obarvanost. Le na skrajnem jugu območja razširjenosti živi nekaj bolj podobnih vrst, za razločevanje katerih je treba žival ujeti in pregledati iz roke.

## Habitat in razširjenost
Je toploljubna vrsta. Odrasli letajo sredi poletja. Razmnožujejo se v plitvih stoječih vodah v nižinah, ki poleti presahnejo, od polslanih lagun in sezonsko poplavljenih rečjih nižavij do bazenov v kamnolomih in večjih luž na njivah, ki dobijo večino vode spomladi. V najbolj vročem delu poletja se posebej v toplejših predelih odrasli umaknejo v višje lege, kjer estivirajo in se vrnejo odlagat jajčeca ob jesenskem deževju. Obdobje aktivnosti se v Severni Afriki in Mali Aziji zato lahko raztegne do novembra.
Vrsta je razširjena po Sredozemlju, Zahodni in Srednji Aziji, pri čemer se ob obalah Severne Afrike pojavlja le lokalno. Največjo gostoto dosega ob obalah Balkanskega polotoka. V zadnjih dveh desetletjih je z višanjem poletnih temperatur opazna širitev območja razširjenosti proti severnejšim delom Evrope (severna Francija, jug Nemčije). Slovenija je za razmnoževanje že premrzla; še konec 20. stoletja so ob popisovanju opazili le nekaj odraslih osebkov na Obali in v Podravju, kasneje pa je bilo potrjeno razmnoževanje v Škocjanskem zatoku pri Kopru, ki je edini kraj v Sloveniji, kjer se sredozemski kamenjak razmnožuje. Le nekoliko južneje, na otoku Pagu, je že zelo pogost. Na Rdeči seznam kačjih pastirjev iz Pravilnika o uvrstitvi ogroženih rastlinskih in živalskih vrst v rdeči seznam je sredozemski kamenjak uvrščen kot redka vrsta.